# Cal Franco
Cal Franco és una obra d'Almacelles (Segrià) inclosa a l'Inventari del Patrimoni Arquitectònic de Catalunya.

## Descripció
Habitatge entre mitgeres de planta baixa i dos pisos. És força interessant el tractament de la façana, que inclou un cos de tribunes balconeres, és a dir sense tancament. Un altre tret que li dona caràcter a la casa són les baranes de ferro forjat.
La teulada és tancada per un terrat a la catalana amb balustrada.